# Мефодий (Смирнов)
Архиепископ Мефодий (в миру Михаил Алексеевич Смирнов; 7 (18) ноября 1761, Гжатская пристань, Верейский уезд, Смоленская губерния — 2 (14) февраля 1815, Псков) — епископ Русской Православно Церкви, архиепископ Псковский, Лифляндский и Курляндский. Историк Церкви, филолог, переводчик Священного Писания.

## Биография
Родился 7 ноября 1761 года в селе Гжатская пристань Верейского уезда Смоленской губернии в семье священника Георгиевской церкви Алексея Сергеевича Смирнова.
В 1774—1782 годах он учился в Троице-Лаврской семинарии, по окончании которой определён учителем греческого и еврейского языков в той же семинарии.
В 1782 году пострижен в монашество митрополитом Московским Платоном (Левшиным).
10 февраля 1783 года Мефодий назначен префектом и библиотекарем Троице-Лаврской семинарии.
25 декабря 1783 году назначен ректором Троицкой Лаврской семинарии.
В начале 1790 года произведён в архимандриты Заиконоспасского монастыря и назначен ректором и профессором богословия Славяно-греко-латинской академии.
14 февраля 1794 года назначен настоятелем Московского Новоспасского монастыря.
21 мая 1795 года хиротонисан во епископа Воронежского и Черкасского.
10 апреля 1799 года назначен епископом Коломенским и Каширским.
31 декабря 1799 года назначен епископом Тульским и Белёвским.
15 сентября 1801 года награждён орденом Святой Анны 1 степени.
4 декабря 1803 года становится членом Святейшего Синода.
31 декабря 1803 года назначен епископом Тверским и Кашинским.
1 мая 1804 года возведён в сан архиепископа.
23 марта 1806 года награждён орденом Святого Александра Невского.
С 30 августа 1814 года — архиепископ Псковский, Лифляндский и Курляндский.
Был одним из образованнейших людей той эпохи. Митрополит Платон (Левшин) называл его «умом проницательным и учёным».
Скончался 2 февраля 1815 года. Погребён в Троицком соборе города Пскова.

## Сочинения
Написал на латинском языке историю первых веков христианства («Liber historicus», M., 1805), издал «Краткие правила и словарь простого греческого языка» (1783 и 1795). Из богословских его трудов лучшими считались: «Толкование на послание апостола Павла к Римлянам» (1794, 1799 и 1814), «Рассуждение о древности и важности так называемых апостольских правил» (1803) и «Правило пасхального круга» (1793 и 1800).
«Толкование на послание апостола Павла к Римлянам» было первым переводом библейского текста на русский литературный язык. Он был зачитан и прокомментирован Москве в 1792 на «открытом собрании» в бытность его ректором академии.